# Today (musikalbum)
Today är ett studioalbum av den amerikanske sångaren och musikern Elvis Presley, släppt på RCA Records i stereo (APL1 1039) i maj 1975. Inspelningarna skedde i RCA:s Studio C i Hollywood i Kalifornien den 10–13 mars 1975. Albumet innehöll främst pop- och countrymusik och många cover av andra artisters låtar men också en ny original-rock'n'roll-låt, "T-R-O-U-B-L-E", som släpptes som singel och nådde plats 35 på Billboard Hot 100-listan i USA.
Albumet Today blev en måttlig försäljningsframgång. Det nådde 57:e plats på Billboard 200-listan i USA, och 4:e plats på countrylistan. I Storbritannien nådde albumet 48:e plats på UK Albums Chart. Det sålde i omkring 350 000 exemplar i USA och i minst 540 000 exemplar världen över.

## Bakgrund
Elvis Presley hade inte spelat in ett enda studioalbum under år 1974. Han hade visserligen gett ut albumen Good Times i mars 1974 och Promised Land i januari 1975, men låtarna på dessa album hade spelats in i Stax studios under Elvis andra studioinspelningssejour där i december 1973. Tekniskt sett hade han dock uppfyllt sina kontraktsenliga åtaganden för 1974 gentemot sitt skivbolag RCA Records, genom den hastigt beslutade inspelningen av livealbumet Elvis Recorded Live on Stage in Memphis, och genom Having Fun with Elvis on Stage som bestod av Elvis manager Tom Parkers märkliga sammanställning av Elvis prat och skämt på livekonserterna.

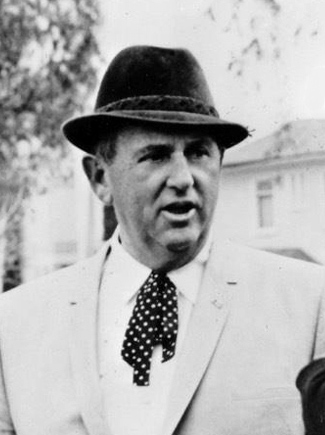
Elvis manager Tom Parker år 1969.

Hans skivor sålde dåligt. Robert Hilburn på Los Angeles Times menade att hans senaste album, Promised Land, var "lika intetsägande och riktningslöst som alla de soundtrack-album" som han gav ut på 1960-talet." Inget enda av hans senaste album eller någon av hans senaste singlar hade sålt ens i en halv miljon exemplar i USA. Trots detta förefaller inte mer förberedelser ha gjorts inför den inspelningssession i mars 1975, som visade sig bli Elvis enda under året, än inför någon av de senaste. Denna inspelning visade sig också bli den sista där Elvis Presley spelade in i en reguljär studio. Framtida inspelningar skulle ske i hans hem Graceland.
Denna inspelningssession var dessutom den första där Freddy Bienstock på musikförlaget Hill & Range, genom Elvis båda egna musikbolag, misslyckades med att leverera en enda användbar låt från den nya katalogen. De senaste åren hade Elvis producent Felton Jarvis varit framgångsrik i att förse Elvis med låtar från den kreativa miljön i Nashville. Denna gång verkar dock den främsta inspirationen ha kommit från andra artister.
Några veckor efter sin fyrtioårsdag, i slutet av januari 1975, lades Elvis på nytt in på Baptist Memorial Hospital i Memphis för behandling. Ett av hans problem var en förstorad tjocktarm, ett annat återkommande var ögonen. Den viktigaste anledningen var dock förnyade försök att få kontroll över hans missbruk av receptbelagda mediciner. Efter att ha återhämtat sig i Memphis under en månads tid, flög Elvis till Los Angeles för att förbereda sig inför det kommande tvåveckorsframträdandet i Las Vegas. För att Elvis skulle hinna med så mycket som möjligt under denna tid, planerades en kombinerad repetitions- och inspelningssession med start den 10 mars i RCA:s Studio C på 6363 Sunset Boulevard i Hollywood, där han 1972 hade spelat in guldskivorna "Burning Love" och "Separate Ways"/"Always on My Mind".

## Inspelningarna
Producent för inspelningarna var Felton Jarvis och på albumet ges också Elvis erkännande som exekutiv producent, efter det att han i omkring nitton år i praktiken redan hade verkat som sin egen producent. Ljudtekniker var Rick Ruggieri. Studiomusikerna utgjordes denna gång huvudsakligen av medlemmarna i Elvis liveband. Gitarrister var James Burton och John Wilkinson. Charlie Hodge bidrog på både gitarr och sång. Duke Bardwell spelade bas, men hans basspel kom att raderas på alla låtar förutom på "T-R-O-U-B-L-E". Man hade Ronnie Tutt på trummor. Pianist var Glen D. Hardin, och Tony Brown bidrog med pianospel på "Bringin' it Back". David Briggs spelade clavinet. Medlemmarna i gruppen Voice tog över all bakgrundssång från det vanliga överflödet av sångare.
Den första låt som spelades in var "Fairytale", skriven av R&B-gruppen Pointer Sisters. Låten gick i en tonart som var något hög för Elvis och hans sång var därför också något ansträngd när han kämpade för att kontrollera de högsta tonerna. Elvis kom att framföra låten regelbundet på sina konserter ända fram till de sista showerna i juni 1977.
"Green, Green Grass of Home" placerades sist på albumet. Elvis framförde låten i ren countrystil utan att försöka efterlikna det country- och soul-arrangemang som Tom Jones hade använt och som Elvis ska ha älskat så mycket. Låten fångade Elvis uppmärksamhet när han hörde Tom Jones version på radio i samband med att han körde hem från Kalifornien den 29 november 1966. Han hade då stannat upprepade gånger och förmått sin reseansvarige alltiallo Joe Esposito att ringa radiostationen och be dem spela låten om och om igen. Elvis livvakt och vän Red West förvånades över Elvis reaktion då han flera månader tidigare hade spelat Jerry Lee Lewis version av låten för Elvis utan att denne då hade visat något intresse för den, utan i stället ansett den vara för mycket country.

Billy Swan som skrev "I Can Help" och hade en världshit med låten 1974.

Felton Jarvis var vän med Billy Swan, och det var förmodligen Jarvis som förmådde Elvis att göra en cover på Swans nyliga världshit "I Can Help". Den hade producerats av Chip Young, som hade varit Elvis gitarrist på studioinspelningar under åren 1965–1971. Elvis fick till en master på den första kompletta tagningen. Framförandet av låten är avslappnat, vilket ger den en genomgående känsla av improvisation, som vore det ett jam – något som förstärks av den bluesiga 1950-talsavslutningen och av att Elvis vid några tillfällen låter som om han är på väg att börja skratta. "And I Love You So", skriven av Don McLean, hade varit en topp 30-hit för Perry Como 1973. Elvis tolkade låten försiktigt, känsligt och engagerat. Han kom att införliva låten i sin liverepertoar och fortsätta att framföra den ända fram till sommaren 1977.
Nästa dags inspelningar inleddes med "Susan When She Tried", som var är en country-upptempolåt som The Statler Brothers hade haft en mindre hit med några månader tidigare och som passade Elvis bra. Det var den femte coverlåten i rad som Elvis spelade in och det krävdes en hel del övertalning från producenten Felton Jarvis sida för att förmå Elvis att spela in den. "T-R-O-U-B-L-E" var kvällens första nya låt – ett rocknummer av Jerry Chesnut från Nashville och som Lamar Fike hade ordnat fram. Det var Elvis första riktiga originalrocklåt sedan Burning Love 1972. Elvis tog sig igenom den med energi och flyt. "T-R-O-U-B-L-E" kom att bli albumets öppningsspår och även att ges ut på singel.
Under en av sina vanliga uppvärmningsrutiner började bandet spela "Tiger Man" och Elvis stämde in direkt. Ljudteknikern Rick Ruggieri tryckte genast på inspelningsknappen och spelade in jamet. Detta blev en lekfull inspelning som dock inte kom med på originalskivan, men som har givits ut därefter – första gången på samlingsboxen Walk a Mile in My Shoes: The Essential '70s Masters år 1995.
"Woman Without Love" var ännu en ny låt skriven av Jerry Chesnut. Det var en okomplicerad countryballad, och den spelades in i endast en tagning. Låten påminner något om "There's a Honky Tonk Angel" som Elvis spelade in i Stax studio i december 1973, och den passade Elvis countrystil. Den misogyna texten, om att en kvinna utan kärlek inte är någon kvinna alls, har däremot inte åldrats väl. Faye Adams rhythm and blues-hit "Shake a Hand" hade skrivits redan 1953. Elvis verkade denna gång nöja sig med att bara sjunga in låten till ett långsamt gospelarrangemang i 1950-talsstil som liknade Adams', och skapa ett sound som var en blandning mellan country och gospel.
"Bringin' It Back" var ytterligare en ny låt. Den var en av de låtar som Voice hade skickat in i december 1974. Låtskrivaren Greg Gordon hade slutat som gruppens pianist just när de började arbeta för Elvis. På denna låt spelade Voices nye pianist Tony Brown, som också hade spelat på den demo som hade skickats in, och låten fick i Elvis tappning en countrykänsla. Troy Seals ballad "Pieces of My Life" erbjöd Elvis ytterligare en möjlighet att sjunga om sina känslor av ånger, där sångaren till synes pratar med sig själv och ångrar de beslut han har fattat i livet. Tagning fyra blev mastern. På sätt och vis kan den ses som bara en cover av Charlie Richs version från 1974, men Elvis inspelning är över en minut längre och har en mörkare framtoning. Om Richs version skildrar självömkan, skildrar Elvis' tomhet och han lyckas förvandla låten till en mini-självbiografi. Att Elvis var uppslukad av berättelsen går att förstå då han efter den färdiga inspelningen lät alla musiker vänta på plats medan han lyssnade på uppspelningen minst trettio gånger i rad.
Sessionen avbröts därefter av att Brian Wilson från The Beach Boys trängde sig in i studion och insisterade på att få träffa Elvis. Den uppståndelse, spänning och distraktion som detta gav upphov till förhindrade ytterligare inspelningar den morgonen. Och nästkommande kväll skulle repetitionerna inför den kommande spelningen i Las Vegas inledas. Fem av de nya låtarna från sessionerna valdes ut till att ingå i showen.

## Utgivningen
Den grovmixning av albumet som gjordes av RCA:s ljudtekniker Rick Ruggieri direkt efter inspelningarna, ledde till nya spänningar mellan RCA och Elvis. Trots att denna mixning bara var avsedd för att alla skulle kunna bilda sig en uppfattning om hur det nya materialet var, blev Elvis mycket upprörd när han hörde den. Han krävde att Felton Jarvis skulle mixa om och överdubba hela materialet i Nashville innan albumet kunde ges ut. Man nådde en kompromiss om singeln som behövde släppas snabbt. "T-R-O-U-B-L-E" gavs därför ut tillsammans med den i december 1973 inspelade "Mr. Songman". Det skulle också komma att bli den enda skivmastern på denna session där Duke Bardwells basspel blev kvar. Det berodde på att RCA gav ut låten på singel innan Felton Jarvis hann göra påläggen.
I början av 1974 hade Duke Bardwell kommit in som basist i Elvis band. Elvis var inte alltför imponerad av hans spelande och inte heller verkade deras personligheter passa ihop. Felton Jarvis kom att radera alla basstämmor som Bardwell hade spelat in vid dessa sessioner, antingen på Elvis uppmaning eller med hans samtycke. De kom att ersättas med nya inspelningar gjorda av Elvis vänner Mike Leech och Norbert Putnam. Övriga pålägg gjordes av Chip Young, Johnny Christopher och Weldon Myrick på gitarr, Buddy Spicher på fiol och Farrell Morris på slagverk. Ytterligare sångpålägg gjordes av gruppen The Holladays och av Millie Kirkham.
Albumet Today, som bestod av de tio låtar som hade spelats in i mars, släpptes i maj 1975. Det sålde ungefär lika mycket som Elvis föregående album hade sålt, omkring 350 000 exemplar i USA och i minst 540 000 exemplar i hela världen. På Billboard 200-listan i USA hamnade det som högst på plats 57, medan det på countrylistan nådde plats 4. På den brittiska albumlistan UK Albums Chart nådde albumet plats 48. 
Den första singeln att släppas från albumet var rocklåten "T-R-O-U-B-L-E" parad med "Mr. Songman" som B-sida i april 1975. Trots det högkvalitativa framförandet, det faktum att Elvis hade spelat in en ny rocklåt och dessutom marknadsförde låten genom att sjunga den ett femtiotal gånger live, nådde den när den släpptes som singel blott plats 35 på Hot 100-singellistan i USA under våren och sommaren 1975. Den andra singeln från albumet var "Bringin' It Back" tillsammans med "Pieces of My Life", vilken utkom i september 1975. Den nådde plats 65 på Hot 100-singellistan i USA. En tredje singel (UK RCA 2635) släpptes från albumet, men då i Storbritannien. Det var "Green, Green Grass of Home" tillsammans med B-sidan "Thinking About You" från Stax-inspelningarna i december 1973. Den nådde plats 29 på UK Singles Chart.

## Kritik och omdömen

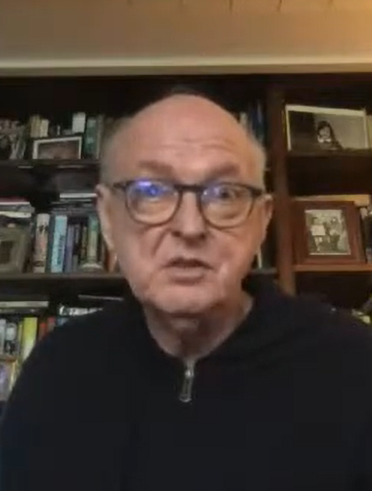
Musikkritikern Dave Marsh skrev att albumet Today var mediokert, men att det likväl visar "vad karisma innebär".

Today gavs liten uppmärksamhet när det utkom. I en recension i tidningen Rolling Stone menade Dave Marsh att Elvis må vara "den störste sångaren i rock'n'rollens historia" och den ende som "har lyckats förbli kontinuerligt fascinerande i 20 år", men att albumet ändå är mediokert. Samtidigt skrev han att Elvis "Presleys album fortsätter att lära oss vad karisma innebär", att hans version av "Pieces of My Life" är mer själfull än Charlie Richs original, och att han är den ende som är "tillräckligt inspirerad eller arrogant nog" för att våga ta en låt som "I Can Help" till Las Vegas. Albumet fick i allmänhet inget bra omdöme. Jon Landau menade att det på det stora hela var en besvikelse med undantag för den "uppenbara triumfen" med öppningsnumret "T-R-O-U-B-L-E". Mike Kalina i Pittsburgh Post-Gazette ansåg att skivan var "ojämn och medioker även med [Elvis] mått mätt". Och Hardy Price i Arizona Republic betraktade skivan som ytterligare ett exempel på "självparodi" från Elvis sida.

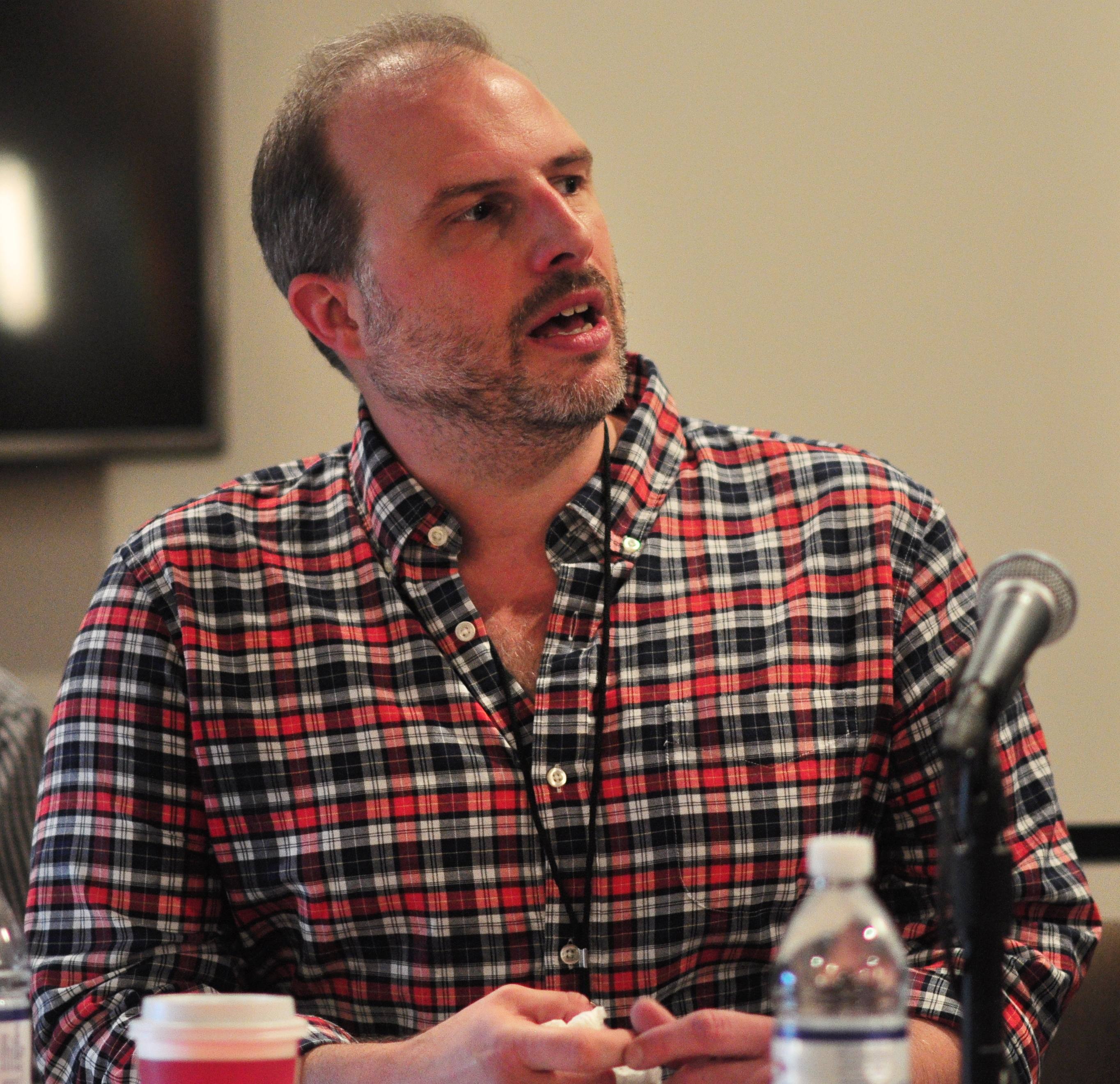
Musikkritikern Stephen Thomas Erlewine anser i sin recension av Today att det är ett utmärkt album med en engagerad och motiverad Elvis.

Musikkritikern Spencer Leigh menar att låtarna på det stora hela var väl valda, men att det inte fanns något särskilt kreativt med vare sig musiken eller arrangemangen. Shane Brown anser att albumet, trots de ljumma eller rent av negativa recensionerna, i backspegeln framstår som ett av Elvis Presleys bättre 1970-talsalbum. Han menar att Elvis var i fin form och att ett problem var att albumet inte marknadsfördes i tillräcklig omfattning. RCA kunde ha gjort reklam för albumet som ännu ett album i stil med det rosade Elvis Country. Det faktum att albumet till stor del bestod av cover av rätt så nya låtar kan ha uppfattats som lättja från Elvis sida, medan det spelar mindre roll i en senare tid.
Stephen Thomas Erlewine är i sin recension av albumet i Allmusic av samma uppfattning. Han anser att de tidsspecifika problemen med tiden bleknar och lämnar kvar Today som ett utmärkt album från Elvis Presleys senare tid. Han lyfter fram återupplivandet av rockabillyn och boogien i "T-R-O-U-B-L-E" och den snabba versionen av "Susan When She Tried", som visar att Elvis är engagerad och motiverad. De tre orkestrerade balladerna "And I Love You So", "Woman Without Love", och "Pieces of My Life" vittnar alla enligt Erlewine om Elvis förmåga att beröra. Han menar att Elvis ger liv även åt "Green, Green Grass of Home" och "Fairytale" samt ger en själfull tolkning av "Bringin' It Back" – alla exempel på bra vuxenpop.

## Återutgivningar
År 2005 återutgavs Today på Follow That Dream-etiketten i en specialutgåva som innehöll de ursprungliga albumspåren tillsammans med ett urval av alternativa tagningar.

## Låtlista

### Originalutgåva på LP (1975)
| 1. | T-R-O-U-B-L-E        | Jerry Chesnut | 12 mars 1975 | 3:00 |
| 2. | And I Love You So    | Don McLean    | 11 mars 1975 | 3:36 |
| 3. | Susan When She Tried | Don Reid      | 11 mars 1975 | 2:15 |
| 4. | Woman Without Love   | Jerry Chesnut | 12 mars 1975 | 3:31 |
| 5. | Shake a Hand         | Joe Morris    | 12 mars 1975 | 3:46 |

| 1.           | Pieces of My Life          | Troy Seals                    | 13 mars 1975 | 3:59  |
| 2.           | Fairytale                  | Bonnie Pointer, Anita Pointer | 10 mars 1975 | 2:41  |
| 3.           | I Can Help                 | Billy Swan                    | 11 mars 1975 | 4:01  |
| 4.           | Bringin' It Back           | Gregg Gordon                  | 12 mars 1975 | 2:58  |
| 5.           | Green, Green Grass of Home | Curly Putman                  | 11 mars 1975 | 3:32  |
| Total längd: | Total längd:               | Total längd:                  | Total längd: | 33:19 |

### Follow That Dream-utgåva (2005)
Cd 1
| 1.           | T-R-O-U-B-L-E                       | Jerry Chesnut                 | 12 mars 1975 | 3:04  |
| 2.           | And I Love You So                   | Don McLean                    | 11 mars 1975 | 3:40  |
| 3.           | Susan When She Tried                | Don Reid                      | 11 mars 1975 | 2:18  |
| 4.           | Woman Without Love                  | Jerry Chesnut                 | 12 mars 1975 | 3:35  |
| 5.           | Shake a Hand                        | Joe Morris                    | 12 mars 1975 | 3:52  |
| 6.           | Pieces of My Life                   | Troy Seals                    | 13 mars 1975 | 4:04  |
| 7.           | Fairytale                           | Bonnie Pointer, Anita Pointer | 10 mars 1975 | 2:44  |
| 8.           | I Can Help                          | Billy Swan                    | 11 mars 1975 | 4:05  |
| 9.           | Bringin' It Back                    | Gregg Gordon                  | 12 mars 1975 | 3:02  |
| 10.          | Green, Green Grass of Home Outtakes | Curly Putman                  | 11 mars 1975 | 3:41  |
| 11.          | Tiger Man                           | Joe Hill Louis, Sam Burns     | 12 mars 1975 | 3:06  |
| 12.          | And I Love You So (take 2)          | Don McLean                    | 11 mars 1975 | 3:40  |
| 13.          | Pieces of My Life (take 1)          | Troy Seals                    | 13 mars 1975 | 3:44  |
| 14.          | Fairytale (takes 1, 2)              | Bonnie Pointer, Anita Pointer | 10 mars 1975 | 4:35  |
| 15.          | Bringin' It Back (take 1)           | Gregg Gordon                  | 12 mars 1975 | 3:15  |
| 16.          | Green, Green Grass of Home (take 1) | Curly Putman                  | 11 mars 1975 | 3:33  |
| 17.          | Shake a Hand (take 1)               | Joe Morris                    | 12 mars 1975 | 3:49  |
| 18.          | Susan When She Tried (take 3)       | Don Reid                      | 11 mars 1975 | 3:07  |
| 19.          | Pieces of My Life (takes 2, 3)      | Troy Seals                    | 13 mars 1975 | 4:30  |
| 20.          | And I Love You So (take 3)          | Don McLean                    | 11 mars 1975 | 3:43  |
| Total längd: | Total längd:                        | Total längd:                  | Total längd: | 71:07 |

Cd 2
| 1.           | Fairytale (original session mix)                                | Bonnie Pointer, Anita Pointer | 10 mars 1975 | 2:48  |
| 2.           | Green, Green Grass of Home (original session mix)               | Curly Putman                  | 11 mars 1975 | 3:37  |
| 3.           | I Can Help (original session mix)                               | Billy Swan                    | 11 mars 1975 | 4:06  |
| 4.           | And I Love You So (original session mix)                        | Don McLean                    | 11 mars 1975 | 3:39  |
| 5.           | Susan When She Tried (original session mix)                     | Don Reid                      | 11 mars 1975 | 2:45  |
| 6.           | T-R-O-U-B-L-E (original session mix)                            | Jerry Chesnut                 | 12 mars 1975 | 3:02  |
| 7.           | Woman Without Love (original session mix)                       | Jerry Chesnut                 | 12 mars 1975 | 3:37  |
| 8.           | Shake a Hand (original session mix)                             | Joe Morris                    | 12 mars 1975 | 3:25  |
| 9.           | Bringin' It Back (original session mix)                         | Gregg Gordon                  | 12 mars 1975 | 2:58  |
| 10.          | Pieces of My Life (original session mix) "6363 Sunset" Material | Troy Seals                    | 13 mars 1975 | 3:53  |
| 11.          | Green, Green Grass of Home (takes 2, 3)                         | Curly Putman                  | 11 mars 1975 | 4:05  |
| 12.          | Susan When She Tried (takes 1, 2)                               | Don Reid                      | 11 mars 1975 | 3:56  |
| 13.          | And I Love You So (take 1)                                      | Don McLean                    | 11 mars 1975 | 3:49  |
| 14.          | Bringin' It Back (takes 2, 3)                                   | Gregg Gordon                  | 12 mars 1975 | 3:19  |
| 15.          | T-R-O-U-B-L-E (take 1)                                          | Jerry Chesnut                 | 12 mars 1975 | 3:13  |
| 16.          | Shake a Hand (take 2)                                           | Joe Morris                    | 12 mars 1975 | 3:58  |
| Total längd: | Total längd:                                                    | Total längd:                  | Total längd: | 56:10 |